# Mante-Ntente
Mante-Ntente est un village du Cameroun situé dans l’arrondissement de Bamenda IIIe, dans le département de Mezam et dans la Région du Nord-Ouest.

## Population
Lors du recensement de 2005, on a dénombré 709 habitants dont 347 hommes et 362 femmes.